# Turbonilla hiradoensis
Turbonilla hiradoensis is een slakkensoort uit de familie van de Pyramidellidae. De wetenschappelijke naam van de soort is voor het eerst geldig gepubliceerd in 1904 door Pilsbry.